# Bruno Pezzey
Bruno Pezzey ( Lauterach, Austria; 3 de febrero de 1955-Innsbruck, 31 de diciembre de 1994), fue un futbolista austriaco; se desempeñaba como defensa y líbero.

## Biografía
Pezzey es recordado por ser uno de los mejores defensores (sino el mejor) de la historia del fútbol austriaco. Comenzó su carrera profesional en el modesto FC Vorarlberg fichando en 1974 por el Wacker de Innsbruck, después de ganar dos campeonatos ligueros y una copa, emigró a la Bundesliga alemana fichando por el Eintracht de Frankfurt donde ganó una Copa de la UEFA. Tras cinco temporadas en el club de Frankfurt, fichó por el Werder Bremen donde pese a jugar cuatro temporadas no consiguió éxitos, volvió a Austria fichando por el FC Swarovski Tirol donde allí también logró conseguir títulos, se retiró en 1990.

### Fallecimiento
Pezzey falleció de una insuficiencia cardíaca en el hospital de Innsbruck en 1994, justo en Año Nuevo, después de participar en un partido de hockey sobre hielo, dejó una esposa y dos hijos.

## Trayectoria
| Club                | País     | Año         |
| ------------------- | -------- | ----------- |
| FC Vorarlberg       | Austria  | 1973 - 1974 |
| FC Wacker Innsbruck | Austria  | 1974 - 1978 |
| Eintracht Fráncfort | Alemania | 1978 - 1983 |
| Werder Bremen       | Alemania | 1983 - 1987 |
| FC Swarovski Tirol  | Austria  | 1987 - 1990 |

## Palmarés

### Torneos locales
| Título           | Club                | País     | Año     |
| ---------------- | ------------------- | -------- | ------- |
| Bundesliga       | FC Wacker Innsbruck | Austria  | 1974/75 |
| Copa de Austria  | FC Wacker Innsbruck | Austria  | 1975    |
| Bundesliga       | FC Wacker Innsbruck | Austria  | 1976/77 |
| Copa de Austria  | FC Wacker Innsbruck | Austria  | 1978    |
| Copa de Alemania | Eintracht Fráncfort | Alemania | 1981    |
| Bundesliga       | FC Swarovski Tirol  | Austria  | 1988/89 |
| Copa de Austria  | FC Swarovski Tirol  | Austria  | 1989    |
| Bundesliga       | FC Swarovski Tirol  | Austria  | 1989/90 |

### Torneos internacionales
| Título          | Club                | País     | Año     |
| --------------- | ------------------- | -------- | ------- |
| Copa Mitropa    | Wacker Innsbruck    | Austria  | 1974/75 |
| Copa Mitropa    | Wacker Innsbruck    | Austria  | 1975/76 |
| Copa de la UEFA | Eintracht Fráncfort | Alemania | 1979/80 |